# هاري هاليداي (لاعب كريكت)
هاري هاليداي (9 فبراير 1920 - 27 أغسطس 1967) (بالإنجليزية: Harry Halliday)‏ هو لاعب كريكت بريطاني وبريطاني (وحمل سابقاً جنسية المملكة المتحدة لبريطانيا العظمى وأيرلندا).